# Aleptinoides ochrea
Aleptinoides ochrea is een vlinder uit de familie van de uilen (Noctuidae). De wetenschappelijke naam van de soort is voor het eerst geldig gepubliceerd in 1912 door William Barnes en James Halliday McDunnough.